# Richard Johnson (giocatore di football americano)
Richard James Johnson (Harvey, 16 settembre 1963) è un ex giocatore di football americano statunitense che ha militato nel ruolo di cornerback nella National Football League (NFL).

## Carriera
Al college Johnson giocò a football a Wisconsin dove fu premiato come All-American. Fu selezionato dagli Houston Oilers come undicesimo assoluto Draft NFL 1985. Vi giocò per tutta la carriera fino al 1992, mettendo a segno 15 intercetti, con un massimo di 8 nella stagione 1990.